# دوبلين (نيوهامشير)
دوبلين (بالإنجليزية: Dublin, New Hampshire)‏ هي بلدة أمريكية تقع في الولايات المتحدة في Cheshire County. يقدر عدد سكانها بـ 1,597 نسمة ومساحتها 75.3 كم2 وترتفع عن سطح البحر 439 متر.

## أعلام
- جورج برينتون ماكليلان هارفي
- الجدة د
- ويليام روبنسون براون
- جون ويليام ماكاي
- ويليام برستون فيلبس